# Edward Russell (1er baron Russell de Liverpool)
Edward Richard Russell, 1er baron Russell de Liverpool (9 août 1834 - 20 février 1920), est un journaliste britannique et homme politique libéral.

## Biographie
Russell est un homme de presse qui s'est également impliqué dans la politique. Né à Londres, il est en grande partie autodidacte, devenant rédacteur en chef du Liverpool Daily Post, poste qu'il occupe pendant près de cinquante ans. Il est réputé pour avoir été un homme de grande capacité, avec des normes religieuses et morales élevées. Grand voyageur, partisan de la tempérance et considéré comme un orateur brillant, il soutient le Parti libéral et est l'un des fondateurs de la Liverpool Parliamentary Debating Society. Il correspond avec des personnalités de l'époque, par exemple Annie Besant et Herbert Henry Asquith. En 1865, il quitte Liverpool pour Londres où il travaille pour le Morning Star et d'autres journaux. En rédigeant des rapports parlementaires, il rencontre des membres du gouvernement et est un ami de William Ewart Gladstone.
Lorsque Russell retourne à Liverpool en 1869, c'est en tant que rédacteur en chef du Daily Post, qui, sous sa direction, devient connu comme l'un des principaux journaux provinciaux. De 1885 à 1887, Russell est député libéral de la circonscription de Glasgow Bridgeton, puis en 1893 il est anobli. En 1919, l'année avant sa mort, il est élevé à la pairie en tant que baron Russell de Liverpool, de Liverpool dans le comté palatin de Lancaster.

## Œuvres
- Irving comme Hamlet (1875)
- Vrai Macbeth: une conférence (1875)
- Ibsen: Une conférence prononcée à l'University College de Liverpool (1894)
- Garrick: Une conférence (1895)
- Cela me rappelle (1899)
- Fugitifs arrêtés (1912)